# Vlaams Pleitgenootschap bij de Balie te Brussel
Het Vlaams Pleitgenootschap bij de Balie te Brussel ("VPG") is een vrije vereniging van advocaten ingeschreven bij de Nederlandse Orde van Advocaten bij de Balie te Brussel. 

## Geschiedenis
De vereniging is gegroeid uit de pleitoefeningen in de Nederlandse taal georganiseerd door de Conférence du Jeune Barreau de Bruxelles.
Het werd opgericht in 1891 met als doel de bevordering van de Nederlandse taal en cultuur in het rechtsleven in het gerechtelijk arrondissement Brussel. Aldus stond het aan de wieg van de Nederlandse Orde van Advocaten bij de Balie van Brussel ("NOAB").
Het Vlaams Pleitgenootschap ontstond ook uit een sociale bewogenheid, ten voordele van Nederlandstaligen die in Brussel in het Frans gevonnist werden zonder verweer tegen de aanklacht die het openbaar ministerie in het Frans formuleerde. Voor sommigen was het een verzetsdaad tegen schendingen van de rechten van de verdediging, maar ook zorgden de leden van het Pleitgenootschap voor het bevorderen van de kennis van de Nederlandse taal bij hun Franstalige en Nederlandstalige confraters. 
Het vertalen van Franstalige wetteksten en aanpassen naar Nederlandse bewoordingen zorgde voor een oplossing bij de onmogelijkheid in rechtszaken en procesakten Vlaamse dialecten te gebruiken. Het Vlaams Pleitgenootschap was ook actief in het lobbyen voor verbeteringen aan de taalwetgeving. Samen met andere Vlaamse balies heeft het Brussels genootschap een grote rol gespeeld in het tot stand komen van de wet op het gebruik van talen in gerechtszaken van 1935.
Sedert de oprichting van de NOAB in 1984 focust het VPG zich op het aanbieden van permanente vorming en sociaal-culturele activiteiten voor haar leden. Het VPG, meer dan een eeuw lang een feitelijke vereniging, nam in 2004 de rechtsvorm van een vzw aan. Naast leden van de Balie, kunnen derden steunend lid worden.